# Czesław Skopowski
Czesław Skopowski (ur. 9 czerwca 1906 w Chorkówce, zm. 26 grudnia 1991 w Poznaniu) – polski archiwista, działacz oświatowy i społeczny, pedagog, geograf, socjalista.

## Życiorys

### Dzieciństwo i młodość
Jego ojcem był Stanisław Skopowski (herbu Jastrzębiec), matką Honorata Lgota Lgocka. Pierwsze nauki pobierał w szkole realnej w Krośnie, następnie gimnazjum uczęszczał do Państwowego Gimnazjum w Brzeżanach. Tam wstąpił do harcerstwa, którego członkiem był w latach 1918–1931. Kolportował tam socjalistyczne pismo dla młodzieży Płomienie (pismo). Z Warszawy sprowadzał przeźrocza o harcerstwie, grał w teatrze amatorskim, był kapitanem drużyny piłkarskiej. Po maturze otrzymał zakaz pokazywania się w szkole ze względu na wolnomyślicielstwo i przekonania socjalistyczne.
W latach 1924–1928 studiował nauki przyrodnicze (paleontologię u prof. Józefa Siemiradzkiego, geografię u prof. Eugeniusza Romera) na Uniwersytecie im. Jana Kazimierza we Lwowie. Napisał tam pracę doktorską z paleontologii Fauna piasków podsłodkowodnych miocenu w dolinie Strypy. We Lwowie w dalszym ciągu działał w harcerstwie, a także w Akademickim Kole Brzeżańczyków, Związku Teatrów i Chórów Ludowych, Związku Niezależnej Młodzieży Socjalistycznej „Życie” i w Związku Wolnomyślicieli. W latach 1931–1933 studiował pedagogikę na Uniwersytecie Jagiellońskim w Krakowie. Tu wstąpił do Polskiego Towarzystwa Krajoznawczego i redagował ogólnopolski tygodnik Nowiny Krajoznawcze.

### Działalność oświatowa i społeczna
Pierwszą pracę otrzymał w Czarnkowie n. Notecią, gdzie w latach 1928–1931 uczył przyrody i geografii w Koedukacyjnym Gimnazjum Miejskim im. Janka z Czarnkowa. Poza nauczaniem wydawał redagowane przez uczniów Echo gimnazjalne i krajoznawczą Ziemię Nadnotecką. W 1931 roku wstąpił do Związku Nauczycielstwa Polskiego.
W roku 1933 przeniósł się do Ostrzeszowa i uczył przedmiotów pedagogicznych w ewangelickim Państwowym Seminarium Nauczycielskim. Prowadził też świetlicę dla bezrobotnych i kino publiczne.
W 1934 w Kościerzynie objął funkcję instruktora oświaty pozaszkolnej w Inspektoracie Szkolnym. W ramach obowiązków zawodowych organizował wiele kursów dla dorosłych, a poza nimi założył także wędrowny kino-teatr, w miejscowym piśmie Gryf Kościerski redagował dodatek Kultura i Oświata. W Kościerzynie wybrany został prezesem powiatowym Towarzystwa Czytelni Ludowych, dążąc do unowocześnienia jego zasobów książkowych. Tutaj także założył pierwszy w Polsce zawodowy teatr kukiełek (jego kontynuacją jest Teatr Lalki „Tęcza” w Słupsku.)
Jako zwolennik spółdzielczości, o lewicowych przekonaniach, oskarżony został przez Chrześcijańskie Stowarzyszenie Nauczycieli Szkół Powszechnych i kler o bolszewizm. Przeniesiono go więc do Bydgoszczy, gdzie w ramach organizowania oświaty pozaszkolnej i likwidacji analfabetyzmu prowadził kursy dla przedpoborowych i więźniów. Ponadto organizował szkolenia dla dyrygentów chórów i orkiestr, i zorganizował teatr kukiełkowy. W czerwcu 1937 – jako Inspektor Szkolny – współorganizował Igrzyska Kulturalno-Artystyczne w Nakle, w których wzięło udział ok. 25 tys. osób.
W roku 1937 został okręgowym instruktorem oświaty pozaszkolnej w Warszawie. W czasie okupacji poszukiwany przez Niemców wyjechał do Leśnej Podlaskiej, by z ramienia Zarządu Głównego Związku Spółdzielni Spożywców RP „Społem” prowadzić kursy dla pracowników spółdzielczych, również – w podziemiu. W momentach zagrożenia ukrywał się w klasztorze ojców Paulinów w Leśnej Podlaskiej i w tamtejszej bazylice Narodzenia NMP.
W sierpniu 1944 roku w Lublinie otrzymał stanowisko naczelnika wydziału szkół średnich w Resorcie Oświaty PKWN. W tym roku został także jednym z założycieli i członków Rady Nadzorczej Spółdzielni Wydawniczej „Czytelnik”.
W styczniu roku następnego delegowany został do Torunia do organizowania – jako Kurator Okręgu Szkolnego Pomorskiego – szkolnictwa w województwie pomorskim (później bydgoskim). Tutaj został jednym z założycieli Uniwersytetu im. Mikołaja Kopernika (jako wiceprezes Komitetu Organizacyjnego Uniwersytetu w Toruniu).
W roku 1945 wstąpił do Polskiej Partii Socjalistycznej, a w grudniu 1948 został jej delegatem na kongres zjednoczeniowy PPR i PPS i członkiem PZPR.
W roku 1946 na zaproszenie władz i organizacji społecznych Szwajcarii, a także Międzynarodowego Czerwonego Krzyża, zawiózł 400 polskich dzieci poszkodowanych przez wojnę na odpoczynek w Alpach. Mimo propozycji pracy w polskiej dyplomacji, z pobudek patriotycznych i rodzinnych wrócił do kraju.
18 marca 1947 – jako wojewódzki kurator oświaty w Toruniu – został pierwszym prezesem dwunastoosobowego zarządu nowego toruńskiego oddziału Polskiego Towarzystwa Ludoznawczego. W 1949 na tym stanowisku zastąpił go prof. Karol Koranyi.
W 1956 roku był współzałożycielem Poznańskiego Towarzystwa Pedagogicznego (istniejącego do 1981 roku).

### Archiwistyka
Po powrocie ze Szwajcarii powołany został na dyrektora Wojewódzkiego Archiwum Państwowego w Bydgoszczy (1952–1953) i krótko potem przeniesiony do WAP w Poznaniu na takie samo stanowisko, które zajmował aż do przejścia na emeryturę w roku 1972. W 1966 r. uzyskał etat i tytuł docenta.
Jego szeroka działalność w dziedzinie archiwistyki obejmowała przeprowadzanie kwerend naukowych, inwentarzy archiwalnych, wizytacji w innych archiwach wojewódzkich. Był członkiem Rady Archiwalnej Naczelnej Dyrekcji Archiwów Państwowych, Rady Wydawnictw Archiwalnych, zespołu naukowo-badawczego przy NDAP, Polskiego Towarzystwa Historycznego, wiceprzewodniczącym Zarządu Głównego Stowarzyszenia Archiwistów Polskich i przewodniczącym jego Głównej Komisji Rewizyjnej. W roku 1961 z upoważnienia NDAP odebrał i przetransportował akta Jana Amosa Komenskiego i Braci Czeskich, zrabowane przez hitlerowców z Poznania, a przechowywane w Herrnhut (wówczas NRD).
W okresie swej pracy w archiwistyce publikował w branżowych czasopismach: Archeion, Teki Archiwalne, Archiwista, Studia i Materiały do Dziejów Wielkopolski i Pomorza. Wydał też dwa monumentalne dzieła: Przewodnik po archiwach miasta Poznania i województwa poznańskiego (1969) i Dzieje Poznania i województwa poznańskiego (t. I 1972, t. II 1982), informator obejmujący wszystkie materiały dotyczące Wielkopolski znajdujące się w archiwach, bibliotekach i muzeach w całej Polsce.
W roku 1964 z ramienia Towarzystwa Krzewienia Wiedzy Praktycznej zorganizował na wielką skalę ogólnopolskie korespondencyjne kursy archiwalne, kontynuowane potem dla ok. tysiąca archiwistów rocznie.
Od 1928 roku żonaty ze Stanisławą Kowalską (ok. 1906–1989), ojciec dr med. Marii Skopowskiej-Stańskiej (1929–1994).

### Inna działalność publicystyczna
Poza wymienionymi, publikował też w innych czasopismach jak: Kosmos, Ziemia, Wiedza i Życie, Praca Oświatowa, Oświata Pozaszkolna, Oświata Dorosłych, Wychowawca, Przyjaciel Dziecka, Nowa Szkoła, Sprawy Oświatowe, Sprawy Oświaty i Kultury, Tygodnik Zachodni, Jednota, Kronika Miasta Poznania, Studia Źródłoznawcze, Encyklopedia Wychowania.
Ponadto opracował monografie Towarzystw Warta i Stella w Poznaniu (w rękopisie), monografię Ruch wyzwoleńczy w szkolnictwie poznańskim u schyłku XIX i pocz. XX w. (1957, niepublikowana), wraz z Władysławem Sperczyńskim napisał Geografię gospodarczą (1946), drukował materiały dla prelegentów Towarzystwa Wiedzy Powszechnej.

## Odznaczenia
- Krzyż Kawalerski Orderu Odrodzenia Polski (1964)
- Złoty Krzyż Zasługi (1955)
- Medal 10-lecia Polski Ludowej (1955)
- Medal 30-lecia Polski Ludowej (1974)
- Medal Zwycięstwa i Wolności 1945 (1946)
- Medal za Długoletnie Pożycie Małżeńskie (1978)
- Odznaka Honorowa Polskiego Czerwonego Krzyża (1949)
- Złota Honorowa Odznaka PTTK (1956)
- Złota Odznaka Towarzystwa Wiedzy Powszechnej (1960)
- Odznaka Honorowa Miasta Poznania (1968)
- Odznaka honorowa „Za zasługi w rozwoju województwa poznańskiego” (1969)
- Odznaka honorowa „Za zasługi w rozwoju województwa bydgoskiego” (1970)
- Złota Odznaka Uniwersytetu Mikołaja Kopernika w Toruniu (1970)
- Odznaka Honorowa za Zasługi dla Archiwistyki (1978)